# Gerbillus rosalinda
Gerbillus rosalinda — вид піщанок, який поширений переважно в Судані.